# Purple chip dionice
Purple chip dionice („Ljubičaste dionice“), naziv je za dionice tvrtki koje se istovremeno klasificiraju i kao red chip i kao blue chip dionice. Kotiraju na burzama u Hong Kongu. 
Primjeri nekih od tvrtki čije dionice se mogu smatrati ljubičastim dionicama:
- China Merchants Holdings (International)
- CITIC Pacific
- China Resources
- China Unicom
- China Mobile